# Burton (Carolina del Sud)
Burton és una concentració de població designada pel cens dels Estats Units a l'estat de Carolina del Sud. Segons el cens del 2000 tenia 7.180 habitants.

## Demografia
Segons el cens del 2000, Burton tenia 7.180 habitants, 2.511 habitatges i 1.898 famílies. La densitat de població era de 251,1 habitants/km².
Dels 2.511 habitatges en un 42,5% hi vivien nens de menys de 18 anys, en un 51,8% hi vivien parelles casades, en un 18% dones solteres, i en un 24,4% no eren unitats familiars. En el 17,2% dels habitatges hi vivien persones soles el 3,7% de les quals corresponia a persones de 65 anys o més que vivien soles. El nombre mitjà de persones vivint en cada habitatge era de 2,83 i el nombre mitjà de persones que vivien en cada família era de 3,17.
Per edats la població es repartia de la següent manera: un 30,4% tenia menys de 18 anys, un 13,8% entre 18 i 24, un 30,1% entre 25 i 44, un 18,8% de 45 a 60 i un 6,9% 65 anys o més.
L'edat mediana era de 29 anys. Per cada 100 dones de 18 o més anys hi havia 95,4 homes.
La renda mediana per habitatge era de 39.753 $ i la renda mediana per família de 41.636 $. Els homes tenien una renda mediana de 30.405 $ mentre que les dones 20.716 $. La renda per capita de la població era de 15.654 $. Entorn del 12,3% de les famílies i el 14,1% de la població estaven per davall del llindar de pobresa.

## Poblacions més properes
El següent diagrama mostra les poblacions més properes.